# Tongeia davidi
Tongeia davidi is een vlinder uit de familie van de Lycaenidae. De wetenschappelijke naam van de soort is voor het eerst geldig gepubliceerd in 1885 door Gustave Arthur Poujade.